# IsoBuster
IsoBuster — условно-бесплатная утилита, работающая под управлением Windows и предназначенная для восстановления данных с различных типов носителей.

## Возможности программы
- Восстановление информации с разных типов носителей: оптических (CD, DVD, HD DVD, Blu-Ray), жёстких дисков, USB-флеш-накопителей, карт памяти, Zip- и Jaz-дисководов.
- Доступ к носителю информации на физическом уровне в режиме сырого чтения.
- Улучшенная обработка ошибок.
- Три метода доступа к данным на оптических носителях.
- Доступ к информации с использованием всех файловых систем, доступных на оптических дисках.
- Сканирование накопителей с целью обнаружения потерянных данных.
- Восстановление информации, записанной с помощью программ пакетной записи данных.
- Создание списков файлов, расположенных на повреждённых участках диска.
- Создание списков файлов с указанием их месторасположения на диске.
- Поддержка CD-Text.
- Создание и преобразование образов дисков.
- Создание файлов контрольной суммы.
- Создание cue sheet.
- Извлечение звуковых дорожек в файлы.
- Поддержка образов загрузочных дисков.